# Doru Belimace
Doru Belimace (n. 1910, Muloviște, aproape de Bitolia, Macedonia – d. 30 noiembrie 1938, Tâncăbești, România) a fost un legionar român, care a participat la asasinarea prim-ministrului României, Ion Gheorghe Duca. 
De origine aromân, a fost licențiat al Facultății de Litere din București și student la Facultatea de Drept din București. După Primul Război Mondial, familia sa s-a stabilit în București, unde tatăl său a lucrat ca portar la hotelul „Excelsior”.

## Asasinarea prim-ministrului Ion Gheorghe Duca din 1933
Doru Belimace împreună cu alți doi legionari, Ion Caranica și Nicolae Constantinescu, l-au asasinat pe președintele Consiliului de Miniștri Ion Gheorghe Duca, la data de 29 decembrie 1933, în gara din Sinaia. La 5 aprilie 1934, cei trei membri ai acestui grup, numit Nicadori, au fost condamnați de Tribunalul Militar la muncă silnică pe viață.

## Moartea
În noaptea de 29/30 noiembrie 1938, în pădurea Tâncăbești, la ordinul regelui Carol al II-lea, Doru Belimace a fost ucis de către jandarmii care îi transportau la închisoarea Jilava, prin strangulare, alături de liderul Gărzii de Fier Corneliu Zelea Codreanu, Decemvirii și ceilalți doi complici la asasinarea prim-ministrului Ion Gheorghe Duca, Ion Caranica și Nicolae Constantinescu.